# Jaap Barendregt
Jaap Barendregt (Rotterdam, 10 januari 1905 – aldaar, 16 februari 1954) was in de jaren twintig en dertig als voetballer actief voor Feijenoord.
Barendregt begon met voetballen bij DCL (De Charloissche Leeuw). De productieve spits speelde tussen 1925 en 1937 in totaal 238 competitiewedstrijden voor Feijenoord en maakte daarin 196 doelpunten. In de periode dat Barendregt voor de club speelde, won Feijenoord twee landskampioenschappen (1928 en 1936) en twee KNVB bekers (1930 en 1935).
Barendregt is daarmee Feijenoords topscorer aller tijden, voor Kees Pijl en Cor van der Gijp. Toch bracht hij het maar tot één interland (17 maart 1929 tegen Zwitserland), omdat hij de pech had dat zijn carrière goeddeels samenviel met die van de legendarische Beb Bakhuijs. In 1930 zou hij voor een tweede maal geselecteerd worden vanwege de blessure van Piet van Reenen, maar per abuis nodigde de keuzecommissie van de voetbalbond zijn teamgenoot Wim Groenendijk uit, die prompt werd opgesteld.
Zijn oom en naamgenoot was jarenlang terreinknecht bij Stadion Feyenoord.
| Interlands van Jaap Barendregt voor Nederland | Interlands van Jaap Barendregt voor Nederland | Interlands van Jaap Barendregt voor Nederland | Interlands van Jaap Barendregt voor Nederland | Interlands van Jaap Barendregt voor Nederland | Interlands van Jaap Barendregt voor Nederland | Interlands van Jaap Barendregt voor Nederland |
| №                                             | Datum                                         | Wedstrijd                                     | Uitslag                                       | Competitie                                    | Goals                                         | Assists                                       |
| Als speler van Feijenoord                     | Als speler van Feijenoord                     | Als speler van Feijenoord                     | Als speler van Feijenoord                     | Als speler van Feijenoord                     | Als speler van Feijenoord                     | Als speler van Feijenoord                     |
| --------------------------------------------- | --------------------------------------------- | --------------------------------------------- | --------------------------------------------- | --------------------------------------------- | --------------------------------------------- | --------------------------------------------- |
| 1.                                            | 17 maart 1929                                 | Nederland – Zwitserland                       | 3 – 2                                         | Vriendschappelijk                             | 0                                             | 0                                             |